# Saúde suplementar no Brasil
A saúde suplementar no Brasil é a atividade que envolve a operação de planos e seguros privados de assistência médica à saúde, referidos simplesmente como planos ou seguros de saúde. Essa operação é regulada pelo poder público, representado pela Agência Nacional de Saúde Suplementar (ANS) e as operadoras compreendem seguradoras especializadas em saúde, medicinas de grupo, cooperativas, instituições filantrópicas e autogestões.
O conceito começou a ser consolidado a partir da década de 1960, época marcada pelo crescimento econômico do Brasil e pelo avanço do trabalho formal, momento em que as empresas começaram a oferecer planos de assistência médica aos colaboradores.
A regulação da área foi iniciada em 1999, com a entrada em vigor do CONSU por meio da da lei 9.656/98, que dispõe sobre os planos de saúde. No ano seguinte, a Agência Nacional de Saúde Suplementar (ANS) foi criada para atuar na regulamentação, criação e implementação de normas, controle e fiscalização das atividades do segmento. Antes da lei 9.961/2000, que criou a ANS, as seguradoras de saúde eram reguladas pela Superintendência de Seguros Privados (SUSEP).
As ações e serviços privados de saúde são prestados por meio de planos de saúde, oferecidos por operadoras. Na Saúde Suplementar, as ações e os serviços desenvolvidos não têm vínculo com o Sistema Único de Saúde (SUS), exceto os advindos das normas jurídicas emanadas pelos órgãos de regulação do sistema (Ministério da Saúde, Secretarias Estaduais e Municipais de Saúde, Agência Nacional de Vigilância Sanitária - ANVISA, Agência Nacional de Saúde Suplementar - ANS, entre outros). Por outro lado, a atuação da iniciativa privada na área da saúde será considerada complementar (saúde complementar) quando for desenvolvida nos termos do art. 199 da Constituição Federal, que prevê que as instituições privadas poderão participar de forma complementar ao SUS, mediante contrato de direito público ou convênio, tendo preferência as entidades filantrópicas e as sem fins lucrativos. Ao firmar convênios e contratos com diversas pessoas jurídicas de direito privado que realizam ações e os serviços de saúde, o Estado Brasileiro as insere no âmbito das ações e dos serviços públicos de saúde, igualando-as àquelas prestadas diretamente por seus órgãos e entidades. Por firmarem contratos ou convênios com o SUS, integram esse sistema e submetem-se a todas as suas diretrizes, princípios e objetivos, principalmente da gratuidade, integralidade e universalidade.

## Funcionamento

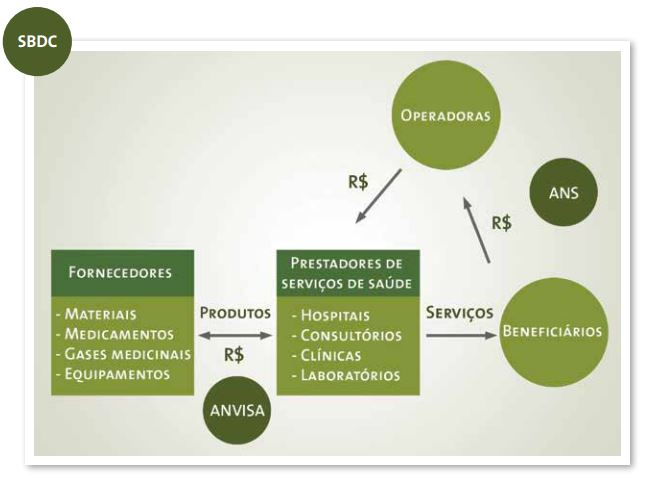
Cadeia produtiva de bens e serviços no setor de Saúde Suplementar

No Brasil, aproximadamente 49,6 milhões de beneficiários têm planos de saúde médico-hospitalares e mais de 29,6 milhões são clientes de planos exclusivamente odontológicos. Com 1.183 operadoras e 55.435 planos de assistência médica, a Saúde Suplementar realizou, em 2013, mais de 1 bilhão de procedimentos como consultas, internações, exames, terapias, dentre outros.
O sistema de saúde brasileiro tem cobertura universal do sistema público e livre atuação da iniciativa privada. Os planos de saúde fornecem assistência à saúde de forma suplementar, de modo que o cidadão não perde o direito de ser atendido pelo SUS ao contar com a cobertura do plano privado. Com relação ao funcionamento, a indústria de insumos de saúde e seus distribuidores fornecem medicamentos, materiais, equipamentos e gases medicinais, entre outros produtos, aos prestadores de serviços de assistência à saúde. Estes, por sua vez, utilizam os insumos comprados para ofertar serviços aos beneficiários de planos de saúde, que pagam pelos serviços usufruídos por meio da mensalidade do plano contratado.
Todo esse sistema privado é regulado por três órgãos. A Agência Nacional de Vigilância Sanitária (ANVISA) é responsável pela regulação sanitária e econômica do mercado de compra e venda de insumos hospitalares; à Agência Nacional de Saúde Suplementar (ANS) cabe regular o fluxo financeiro e de serviços entre operadoras, beneficiários e prestadores; e o Sistema Brasileiro de Defesa da Concorrência (SBDC) deve garantir a competitividade no setor.

## Produtos
Em um primeiro momento, não há diferenças entre os dois, exceto em relação à forma de ofertas dos serviços e acessos:
- Plano de saúde — deve oferecer serviços por rede assistencial própria ou credenciada e pode ou não oferecer a garantia de cobertura mediante reembolso.
- Seguro saúde — só pode ser oferecido por uma seguradora especializada em saúde. Garante a cobertura em regra por reembolso (característica própria) ou por rede referenciada, uma vez que o beneficiário pode ou não aceitar a indicação feita pela seguradora.

### Tipos de plano de saúde
Desde que a lei 9.656/98 entrou em vigor, no dia 2 de janeiro de 1999, são oferecidos no Brasil basicamente cinco tipos de planos e seguros: ambulatorial, hospitalar, ambulatorial-hospitalar, com ou sem obstetrícia, odontológico e referência. As operadoras podem oferecer cada segmentação como um tipo de plano ou combinar as segmentações para formar um plano e oferecer aos beneficiários, que podem escolher a melhor opção de acordo com suas necessidades.

### Planos individuais e planos coletivos
O plano individual é aquele contratado diretamente por uma pessoa física junto à operadora, com a possibilidade de contemplar os dependentes do beneficiário titular, tornando-se, neste caso, um plano familiar. Já os planos coletivos podem ser contratados por adesão (com vínculo do beneficiário a uma entidade de classe ou sindicato) ou por meio de empresas, através de vínculo empregatício.
Segundo dados da Agência Nacional de Saúde Suplementar (ANS) de 2022, dos 79,2 milhões de beneficiários da saúde suplementar, 11,5% possuem planos coletivos por adesão e 70,5%, coletivo empresarial, um aumento de 1,33% e 6,44%, respectivamente. Já os planos individuais ou familiares registraram aumento de 3,87% na base de beneficiários entre maio de 2021 e maio de 2022, chegando a 14,1 milhões de pessoas nesse tipo de plano.

## Organizações
O setor é representado por organizações e entidades, de acordo com as peculiaridades da Saúde Suplementar no país, segundo os tipos de operadoras que atuam nos diversos segmentos deste mercado. Alguns exemplos são:
- Agência Nacional de Saúde Suplementar (ANS) — é uma autarquia especial vinculada ao Ministério da Saúde criada em 2000 com a finalidade de regular o setor de planos privados de assistência à saúde. É responsável por normatizar, controlar e fiscalizar as atividades das empresas que comercializam planos de saúde, garantindo a qualidade da assistência prestada aos beneficiários e a sustentabilidade do setor de saúde suplementar. Possui uma sede na cidade do Rio de Janeiro e mais doze núcleos de atendimento nas cinco regiões do Brasil.
- Agência Nacional de Vigilância Sanitária (ANVISA) — trata-se de uma autarquia especial, também vinculada ao Ministério da Saúde, que exerce o controle clínico de todos os produtos e serviços, tanto nacionais como importados, submetidos à vigilância sanitária. A agência foi criada pela lei nº 9.782, de 26 de Janeiro de 1999.[8] Alguns exemplos de produtos fiscalizados pela ANVISA são: medicamentos, alimentos, cosméticos, produtos médicos, hemoderivados e serviços de saúde. Além disso, em conjunto com o Ministério das Relações Exteriores, controla os portos, aeroportos e fronteiras nos assuntos relacionados à vigilância sanitária. No controle de preços de medicamentos, a ANVISA faz o monitoramento e integra a Câmara de Medicamentos (CMED).
- Associação Brasileira de Medicina de Grupo (Abramge) — é uma entidade sem fins lucrativos, que representa atualmente cerca de 245 operadoras de planos de saúde. Seu principal objetivo, estabelecido desde a sua fundação, em 8 de agosto de 1966, é de organizar, disciplinar e representar institucionalmente as empresas privadas de assistência à saúde em atuação no território nacional. Hoje, o segmento de medicina de grupo cobre mais de 23 milhões de usuários, ou seja, cerca de 33% dos 71 milhões de clientes da Saúde Suplementar brasileira. O Sistema Abramge engloba ainda o Sindicato Nacional das Empresas de Medicina de Grupo (Sinamge) e o Sindicato Nacional das Empresas de Odontologia de Grupo (Sinog) e a Universidade Corporativa Abramge (UCA).
  - Sindicato Nacional das Empresas de Medicina de Grupo (Sinamge) — o sindicato foi constituído em 1986 com a finalidade de representar, proteger e orientar operadoras de planos de saúde da categoria econômica empresas de Medicina de Grupo. São prerrogativas do Sindicato representar, perante autoridades administrativas e judiciárias, os interesses gerais de sua categoria, além de colaborar com os Poderes Públicos, como órgão técnico e consultivo, no estudo e solução dos problemas que se relacionem com a sua classe. O Sinamge engloba ainda a Associação Brasileira de Medicina de Grupo (Abramge), o Sindicato Nacional das Empresas de Odontologia de Grupo (Sinog) e a Universidade Corporativa Abramge (UCA).
  - Sindicato Nacional das Empresas de Odontologia de Grupo (Sinog) — O Sinog foi criado em 22 de agosto de 1996 com o objetivo de atuar como agente de crescimento e aprimoramento das empresas de assistência odontológica, ampliando o conceito de Odontologia de Grupo. O Sinog tem colaborado com o desenvolvimento técnico científico da categoria, definindo padrões de qualidade e de gestão, além de atuar junto a órgãos governamentais e entidades. O Sindicato Nacional das Empresas de Odontologia de Grupo (Sinog) engloba ainda a Associação Brasileira de Medicina de Grupo (Abramge), o Sindicato Nacional das Empresas de Medicina de Grupo (Sinamge) e a Universidade Corporativa Abramge (UCA).
  - Universidade Corporativa Abramge (UCA) — através da realização de MBAs e Seminários, foi fundada para habilitar e reciclar gestores da área de Saúde Suplementar e demais áreas correlacionadas (hospitais, clínicas, laboratórios etc.), atendendo às exigências do mercado. A UCA engloba ainda a Associação Brasileira de Medicina de Grupo (Abramge), o Sindicato Nacional das Empresas de Medicina de Grupo (Sinamge) e o Sindicato Nacional das Empresas de Odontologia de Grupo (Sinog).
- Federação Nacional de Saúde Suplementar (FenaSaúde) — é a entidade de representação das operadoras de planos de saúde suplementar, reunindo 17 grupos e 31 empresas dentro de um universo de 1.258 operadoras com beneficiários em todo o país.  As operadoras FenaSaúde representam 38% do mercado em número de beneficiários (dados de dezembro de 2013).[9] Das 31 operadoras associadas à FenaSaúde (dentro dos 17 grupos associados), 13 são seguradoras, 12 medicinas de grupo e 6 odontologias de grupo.
- União Nacional das Instituições de Autogestão em Saúde (UNIDAS) — trata-se de uma entidade associativa sem fins lucrativos representante do segmento de autogestão no Brasil, que se destaca por priorizar ações de promoção da saúde e prevenção de doenças. Compreende um universo de cerca de cinco milhões de beneficiários atendidos por planos de assistência à saúde, administrados por aproximadamente 140 instituições filiadas. Criada em novembro de 2002, a entidade atua em nível nacional e por meio de 27 Superintendências Estaduais, que têm como objetivo subsidiar as instituições de autogestão nos Estados e no Distrito Federal.
- Confederação Nacional de Saúde, Hospitais e Estabelecimentos (CNS) — reúne atualmente oito federações (Fenaess, Fehosul, Feherj, Fehospar, Fehoesc, Fehoesg, Febase e Fehoesp) e 90 sindicatos de saúde em atividade no país, e representa todos os estabelecimentos de serviços de saúde no Brasil. São hospitais, clínicas, casas de saúde, laboratórios de análises clínicas e patologia clínica, serviços de diagnóstico, imagem e fisioterapia, operadoras de planos de saúde, entre outros estabelecimentos do gênero.
- Federação Nacional das Cooperativas Médicas (Fencom) — constituída em maio de 1994, a Fencom tem por objetivo elaborar planos de ação, em conjunto com as cooperativas médicas, que beneficiem a categoria e fomentem o intercâmbio de serviços e informações de interesse da classe. A federação representa 48 cooperativas médicas de todo o país.
- Associação Nacional de Administradoras de Benefícios (ANAB) — criada em 2011, a entidade reúne as empresas que atuam no segmento, representando 4,7 milhões de beneficiários[10] vinculados aos planos de saúde coletivos por adesão e empresarial.

### Tipos de operadoras
As operadoras são pessoas jurídicas constituídas sob a forma empresarial, associação, fundação, cooperativa ou entidades de autogestão, obrigatoriamente registradas na ANS. A operadora de plano de saúde é responsável por estruturar os planos que são oferecidos e comercializados à sociedade. Elenca e credencia hospitais, clínicas, laboratórios e profissionais médicos. Há ainda operadoras que possuem rede própria de prestadores de serviços médico-hospitalares. Organiza as diferentes opções de cobertura que os planos comercializados terão, sejam eles planos individuais, coletivos por adesão (para categorias profissionais) ou empresariais. Estão classificadas nas seguintes modalidades:
- Cooperativas médicas — são sociedades sem fins lucrativos, formadas de acordo com a Lei 5.764, de 16 de dezembro de 1971 (Lei das Cooperativas),[11] com o objetivo de operar planos privados de assistência à saúde.
- Cooperativas odontológicas — também são sociedades sem objetivo de lucro, regulamentadas pela mesma lei que rege as cooperativas médicas, que operam apenas planos odontológicos.
- Autogestão — é o sistema, sem finalidade lucrativa, no qual uma empresa ou outro tipo de organização institui e administra o plano privado de saúde de seus empregados ativos, aposentados, pensionistas, ex-empregados e respectivos grupos familiares, ou ainda, participantes e dependentes de associações de pessoas físicas ou jurídicas, fundações, sindicatos, entidades de categorias profissionais ou assemelhados.
- Filantropia — nessa classificação estão incluídas entidades sem fins lucrativos que operam planos privados de saúde. Necessariamente, as instituições filantrópicas têm de ser certificadas pelo Conselho Nacional de Assistência Social e declaradas de utilidade pública pelo Ministério da Justiça ou pelos governos estaduais ou municipais.
- Medicina de grupo — é conhecido por convênio médico, prestando serviços médico-hospitalares através de recursos próprios e contratados, cobrando valor per capita fixo. Possui uma rede de 87 mil médicos credenciados, 270 hospitais próprios com 25,8 mil leitos próprios e mais 298 mil leitos conveniados de vários hospitais particulares, para atender a população dos planos de saúde. O número anual de consultas médicas atinge 119,12 milhões e as internações hospitalares chegam a 3,63 milhões. Só no ano de 2012, as Operadoras de planos de saúde do segmento de Medicina de Grupo injetaram no sistema de saúde do País quase 29,66 bilhões de reais.[12]
- Odontologia de grupo — modalidade de assistência odontológica prestada por operadoras de planos exclusivamente odontológicos com registro na Agência Nacional de Saúde Suplementar (ANS) através de uma ampla rede de atendimento próprio e/ou credenciado, à exceção das que fazem parte das demais modalidades. A assistência odontológica tem nas operadoras de Odontologia de Grupo a maior concentração de beneficiários, participando com 61,67% (ANS – Dezembro/2013) do total de beneficiários do segmento odontológico. As operadoras de Medicina de Grupo com planos exclusivamente odontológicos também contribuem para essa modalidade com 17,79% (ANS – Dezembro/2013).[13]
- Seguradoras especializadas em saúde — são as seguradoras autorizadas a operar – exclusivamente – seguro saúde. No seu estatuto, deve constar a proibição de atuarem em quaisquer outros ramos de seguro.
- Administradoras de benefícios — são empresas que administram planos coletivos de assistência à saúde, financiados por uma operadora. Não assumem o risco decorrente da operação desses planos. Também não possuem rede própria, credenciada ou referenciada de serviços médico-hospitalares ou odontológicos e não têm vínculo contratual direto com os beneficiários. A administradora de benefícios é responsável por implantar e gerenciar os planos de saúde coletivos de categorias profissionais e de empresas ou órgãos públicos. Ajuda a escolher a operadora e implantar o plano de cobertura médico-hospitalar mais adequado a um grupo, empresa ou órgão público. A administradora representa o grupo de usuários junto à operadora escolhida e defende os seus interesses, fazendo, por exemplo, cálculos atuariais próprios para garantir a melhor relação custo-benefício na contratação e nos reajustes anuais dos preços. Além disso, a administradora promove a inclusão de novos usuários nos planos, prestando um conjunto de serviços assistenciais, administrativos e financeiros.